# Château de Rochechouart
Le château de Rochechouart est un château situé en Nouvelle-Aquitaine (Haute-Vienne), dans le Limousin historique, au-dessus du confluent de la Graine et de la Vayres, construit initialement au XIIe siècle et qui comporte également des parties du XVe siècle. La dynastie des vicomtes de Rochechouart en a été propriétaire depuis la création du château jusqu'à sa vente à l'État français au XIXe siècle. Le château de Rochechouart abrite aujourd'hui le musée d'art contemporain de la Haute-Vienne.

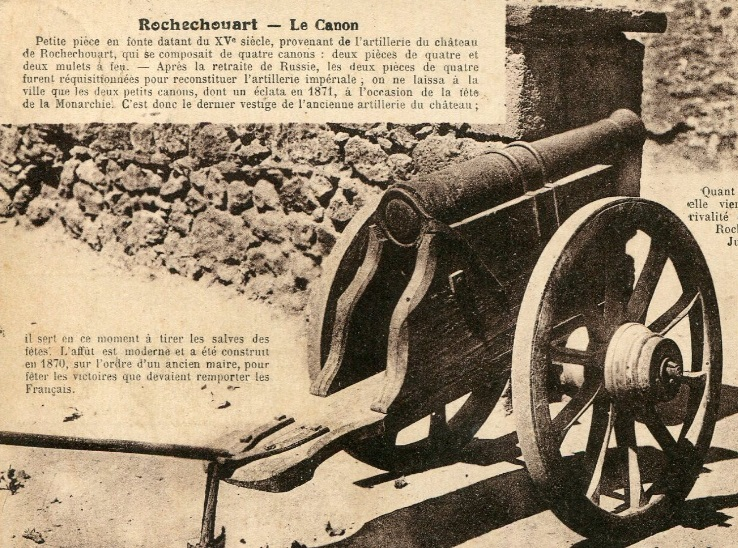
Canon de l'artillerie du château

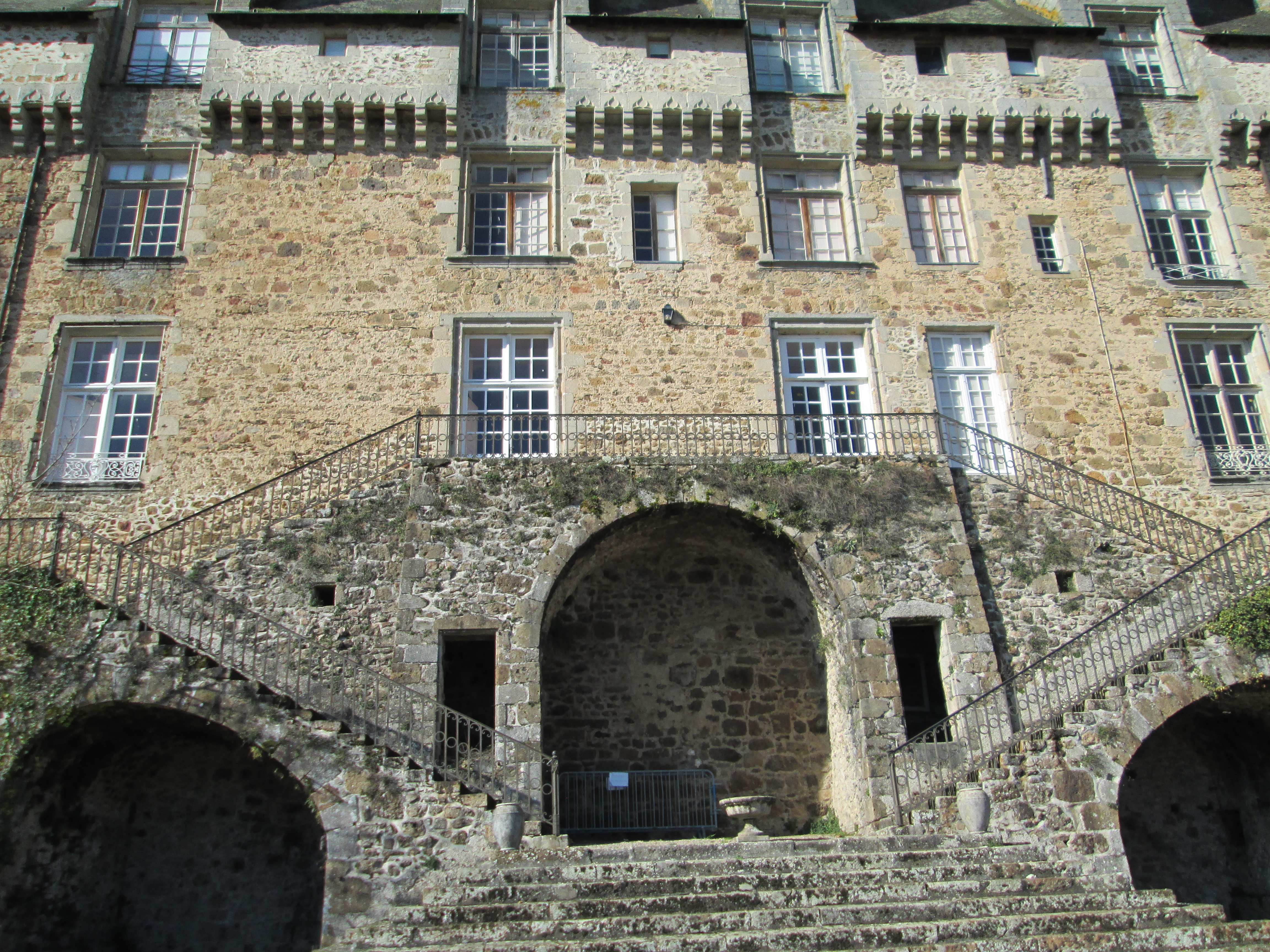
Escalier d'honneur du château,
dominant la vallée de la Graine.

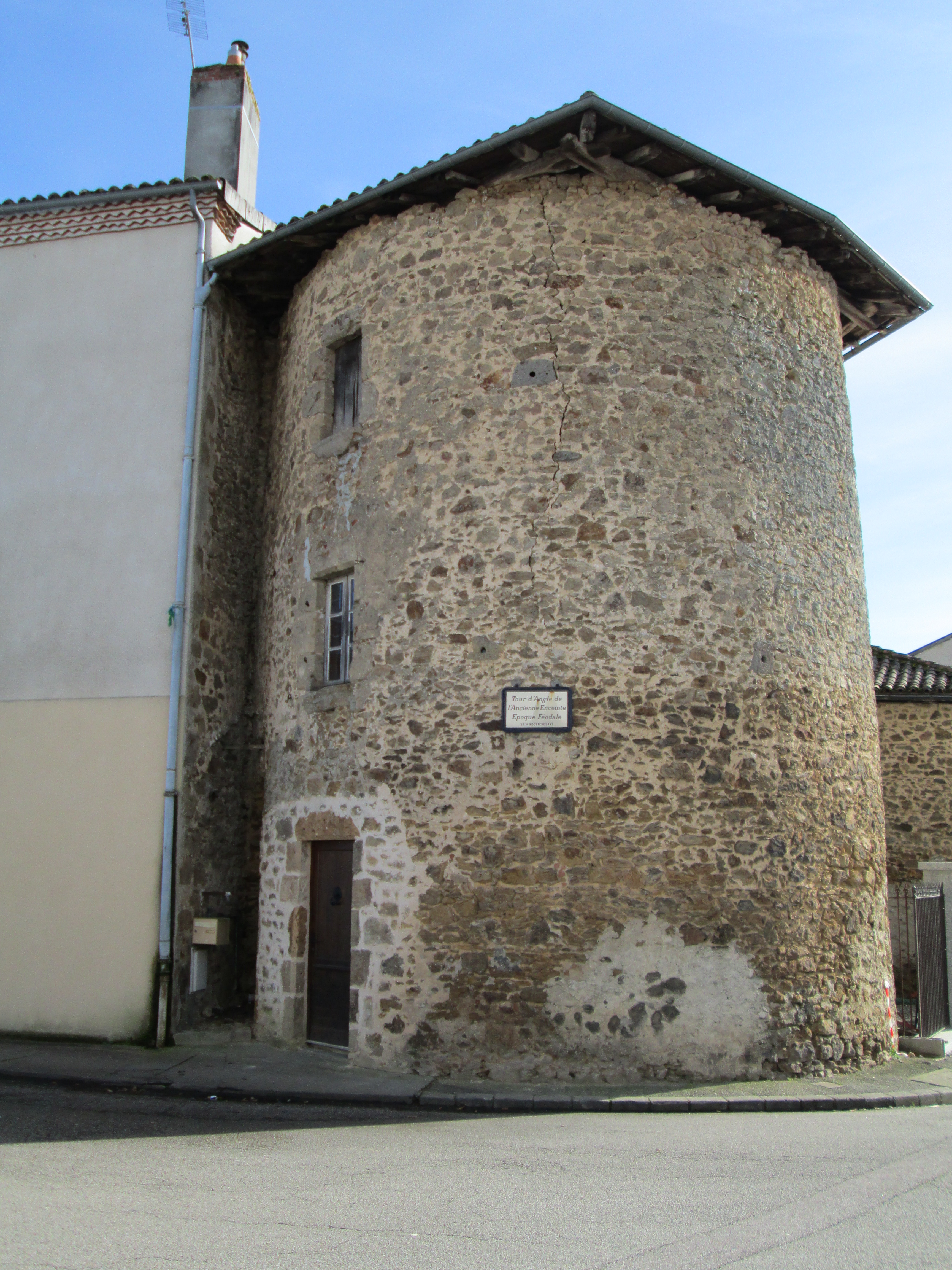
Ancienne tour d'enceinte dans la ville de Rochechouart

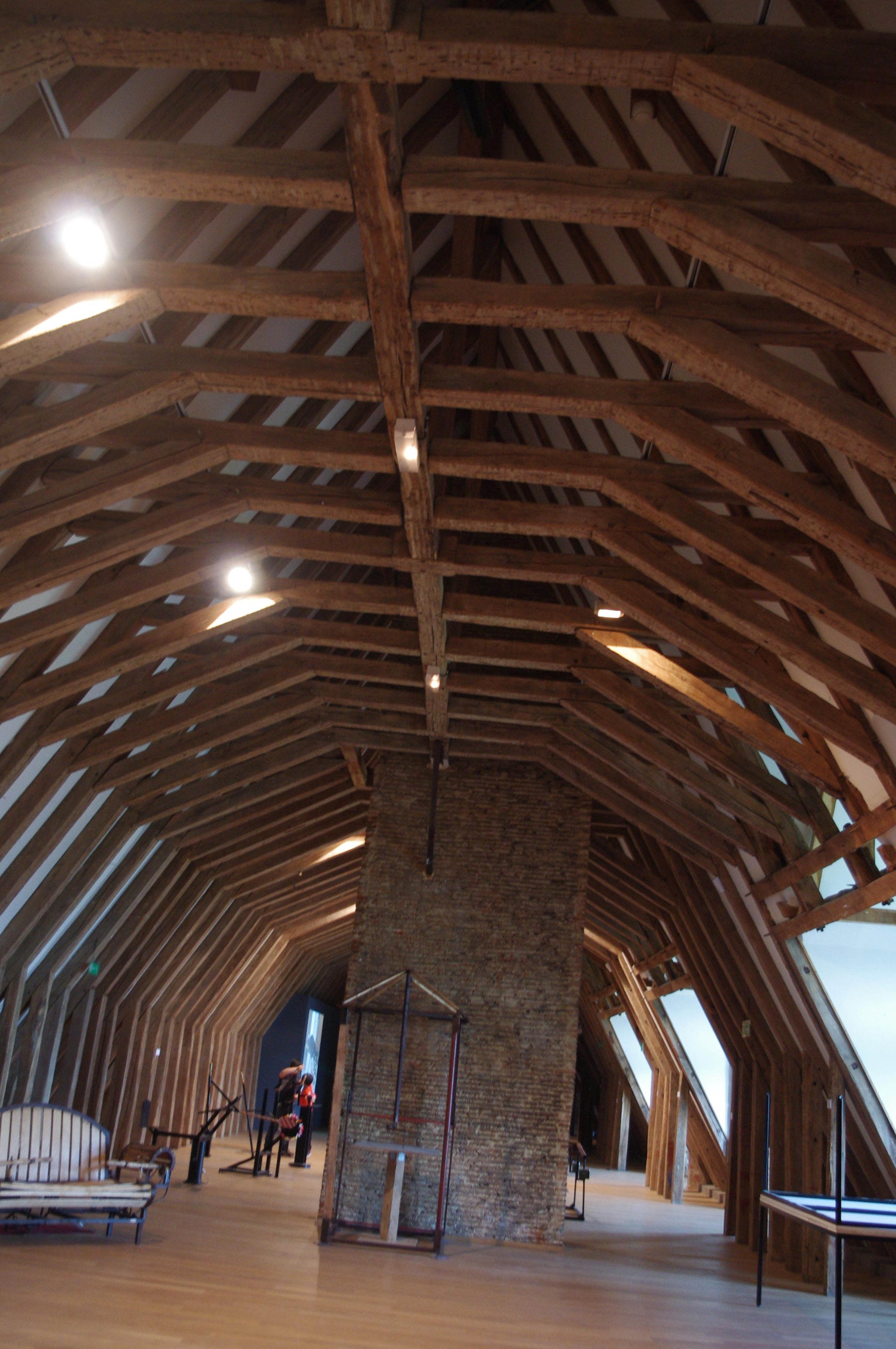
Charpente du château

## Le château
Le château, dont le donjon date du XIIe siècle et la majorité du bâtiment du XVe siècle, est situé au-dessus du confluent de la Graine et de la Vayres dans la commune de Rochechouart.

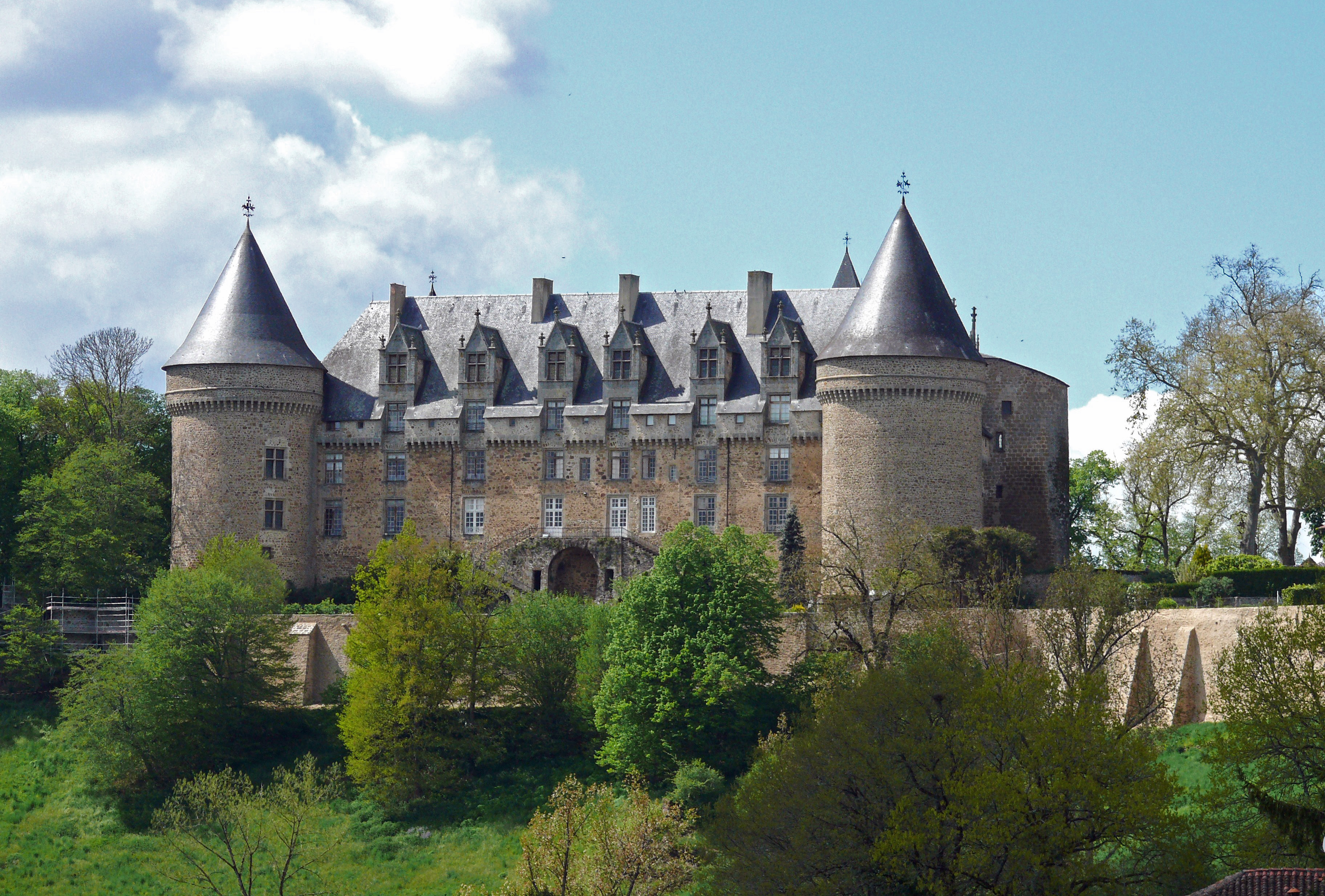
Le château vu de la vallée.
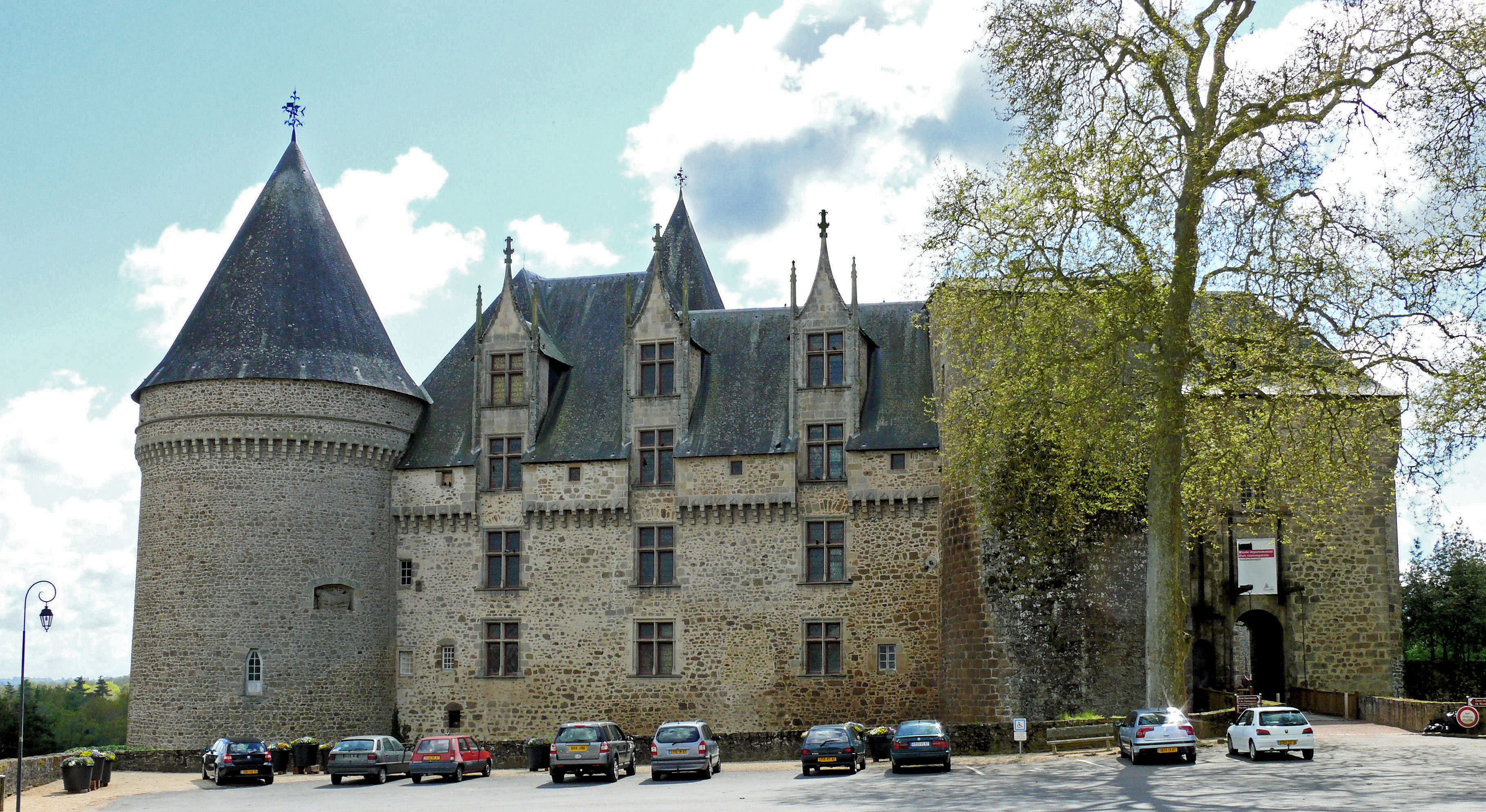
Le château vu de la place de la mairie.

Son histoire commence vers l'an 1000 avec la fortification d'un éperon rocheux dominant la Graine par les vicomtes de Limoges.
Jusqu'en 1470, la châtellenie est le fief d’une branche cadette des vicomtes de Limoges. De l'ancienne forteresse il ne subsiste plus que le châtelet d'entrée à pont-levis qui conserve une des tours du XIIIe siècle.
Au milieu du XVIIIe siècle, l'intérieur du château est délabré (plancher, fenêtres) et la famille vicomtale habite le château des Bâtiments, à quelques kilomètres de là. En 1757, l'heureux mariage de François-Louis de Rochechouart (fils de François-Bertrand, baron des Bâtiments et vicomte de Rochechouart décédé en 1742) avec Marie-Victoire Boucher, fille et héritière d’un riche trésorier général des colonies, permet de restaurer le château.
Pendant la Révolution, on essaie de démolir le château. Les révolutionnaires ne réussissent qu'à démolir le sommet des deux tours qui encadrent la façade sud-est. Le château abrite une prison en 1793.
Le château est acheté par le département en 1836, pendant le règne de Louis-Philippe. Il entreprend sa restauration à l'identique.
Entre 1858 et 1859, le début des campagnes de restauration est mené par le service des Monuments historiques pour installer dans le château la sous-préfecture et la mairie, sous le règne de Napoléon III.
Pendant l'entre deux guerres, la cour du château hébergea un canon de 77 allemand, donné par le gouvernement français en reconnaissance du sacrifice des Rochechouartais morts pendant la guerre de 14-18.
Au début des années 1980, les salons du château servent de cadre à diverses manifestations, dont l'une des plus prestigieuses est l'exposition « Hugo et la France de son temps » organisée, avec la participation des plus éminents hugophiles (Luc Bérimont, Henri Guillemin, René Journet, Arnaud Laster, Jean Rousselot, Pierre Seghers…), par le Centre artistique et littéraire de Rochechouart que dirige Raymond Leclerc.
De nos jours, le château abrite depuis 1985 le musée d'art contemporain de la Haute-Vienne où l'on peut admirer le fonds Raoul Hausmann, artiste dadaïste, et des œuvres d'artistes internationaux des années 1960 à nos jours, tels que Giuseppe Penone, Richard Long, Christian Boltanski ou Tony Cragg.
On peut y visiter aussi la salle des chasses qui abrite des fresques polychromes du début du XVIe siècle, représentant une chasse au cerf, et la salle d'Hercule ornée de peintures murales en grisaille du milieu du XVIe siècle.
Dans la cour d'honneur, on peut admirer la galerie soutenue par des colonnes torses.
La sous-préfecture demeure au sein du château jusqu'en 2008, date du jumelage de la circonscription administrative avec celle de Bellac, à partir de laquelle un seul sous-préfet est en fonction conjointement pour les deux arrondissements, et demeure à Bellac. La restauration d'un sous-préfet à Rochechouart en 2025 n'occasionne pas le retour de la sous-préfecture au château.
Depuis 2015, les façades du château font l'objet d'une importante restauration.
La municipalité conserve un petit canon, vestige de l'artillerie du château et qui servait autrefois à tirer des salves pendant les grands occasions, et qui donne à Rochechouart le surnom de Cité du canon. Le canon daterait du XVe siècle et faisait partie des quatre pièces d'artilleries dont était pourvu le château au début du XIXe siècle. Deux pièces servirent à reconstituer l'artillerie impériale après la retraite de Russie. Des deux pièces restantes, l'une éclata en tirant des salves d'honneur au cours du XIXe siècle. Le dernier canon se vit doter d'un affût moderne en 1870, pour célébrer les futures victoires françaises. Il ne sert plus aujourd'hui en raison de sa fragilité.

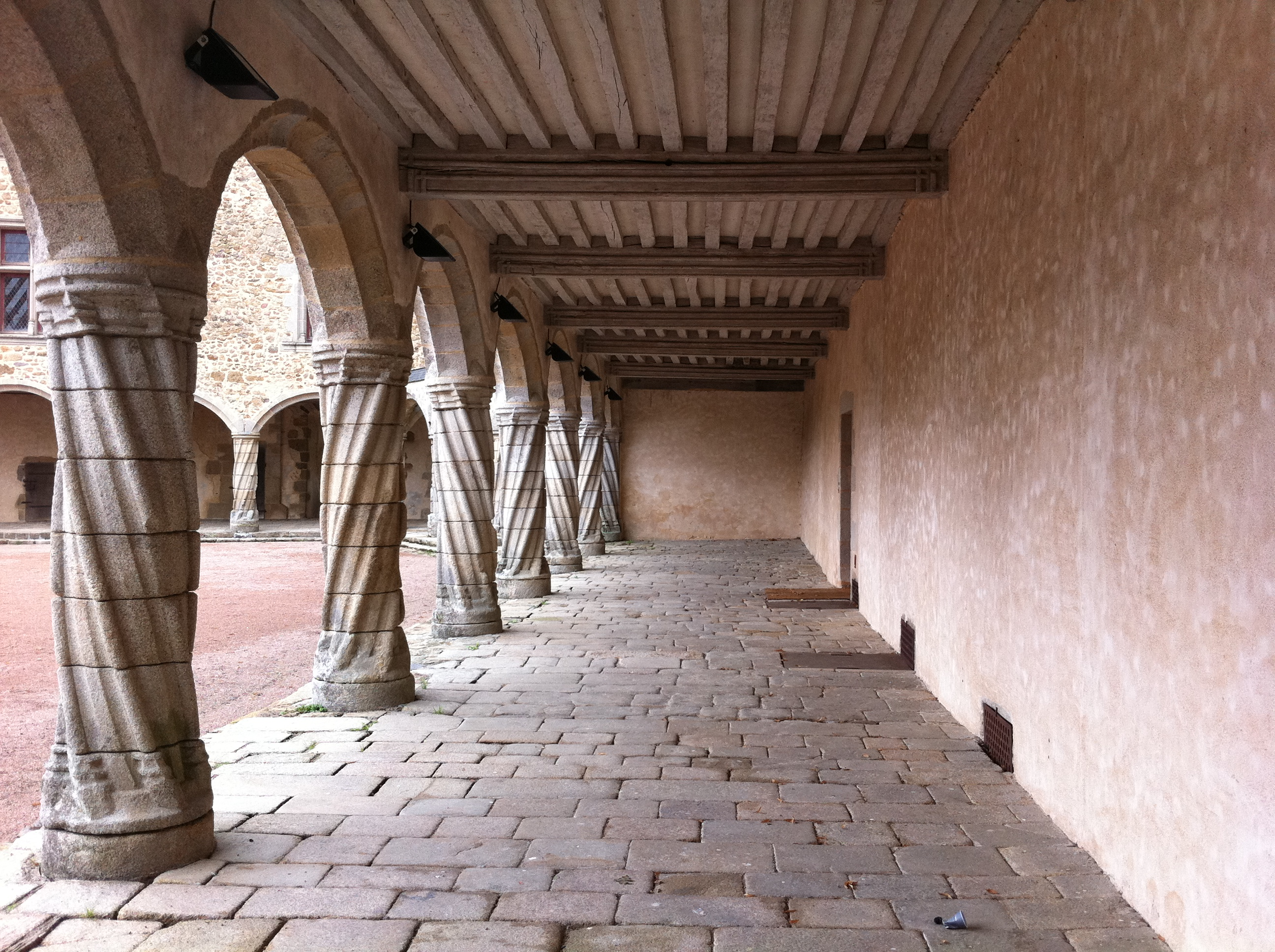
Les colonnades torses

### Les vicomtes de Rochechouart
Les vicomtes de Rochechouart ont régné 800 ans sur le château. Ils étaient vassaux du comte de Poitiers. On peut citer parmi eux :
- Aymeric Ier Ostofranc, fils du vicomte de Limoges, Géraud, qui a vécu vers 990, est l'ancêtre de la dynastie.
- Aymeric IV participa à la première croisade aux côtés de Godefroy de Bouillon.
- Aymeric VI 1170-1230 fut celui qui fit bâtir le château actuel, dont il reste le donjon et le châtelet d'entrée. De lui, on connaît la légende suivante : en 1205, son épouse Alix ayant été accusée d'adultère par l'intendant du château, il la fit enfermer dans la cage d'un lion dans la tour est du château, mais l'animal ne la dévora pas et se coucha à ses pieds. Elle fut donc innocentée et l'intendant prit sa place avec le lion qui ne tarda pas à le dévorer (voir ci-après).
- Aymeric IX participa en 1283 à l'expédition d'Aragon, aux côtés du roi de France Philippe le Hardi.
- Simon et Jean Ier se battirent en Flandres en 1304 et 1328 aux côtés des rois de France Philippe le Bel et Philippe VI de Valois. En 1346, le vicomte Jean Ier participa à la bataille de Crécy. Il fut tué dix ans plus tard, à la bataille de Poitiers, en défendant le roi Jean le Bon.
- Le château fut un haut-lieu de la résistance aux Anglais durant la guerre de Cent Ans avec Louis, chambellan du roi Charles V, compagnon d'armes de Bertrand du Guesclin, puis son fils Jean II et son petit-fils Geoffroy qui fut compagnon de Jeanne d'Arc.
- Le vicomte Foucaud (1440-1472) fut un conseiller du roi Louis XI.
- Le vicomte Jean de Rochechouart-Ponville fit restaurer le château dans le style Renaissance.
- François, fils de Jean, fit décorer la salle de chasse. Il fut condamné à l'exil car accusé du meurtre de Pierre Bermondet.
- Claude, son fils, fit décorer la salle Hercule. Il fut un compagnon d'armes du connétable de Montmorency, et fut blessé et fait prisonnier à la bataille de Saint-Quentin en 1557
- Françoise-Athenaïs de Rochechouart (de la branche de Mortemart), plus connue sous le nom de Madame de Montespan fut la favorite de Louis XIV.
- Sous la Terreur, la vicomtesse Marie-Victoire, fut arrêtée et incarcérée à Paris, elle y fut guillotinée en 1794.
- Le général Louis-Victor-Léon de Rochechouart (1788-1858) participa durant les guerres napoléoniennes aux campagnes de Russie, d'Allemagne et de France, et notamment à la bataille de la Bérézina. Il fut ensuite maréchal de camp du roi Louis XVIII et gouverneur de Paris (1814-1821). Il acheta en 1825 le château de Rochechouart qu'il revendit en 1836 au département de la Haute-Vienne, et ses dépendances à la ville. Auteur d'un ouvrage remarquable sur sa famille.

### La légende d'Alix et le lion

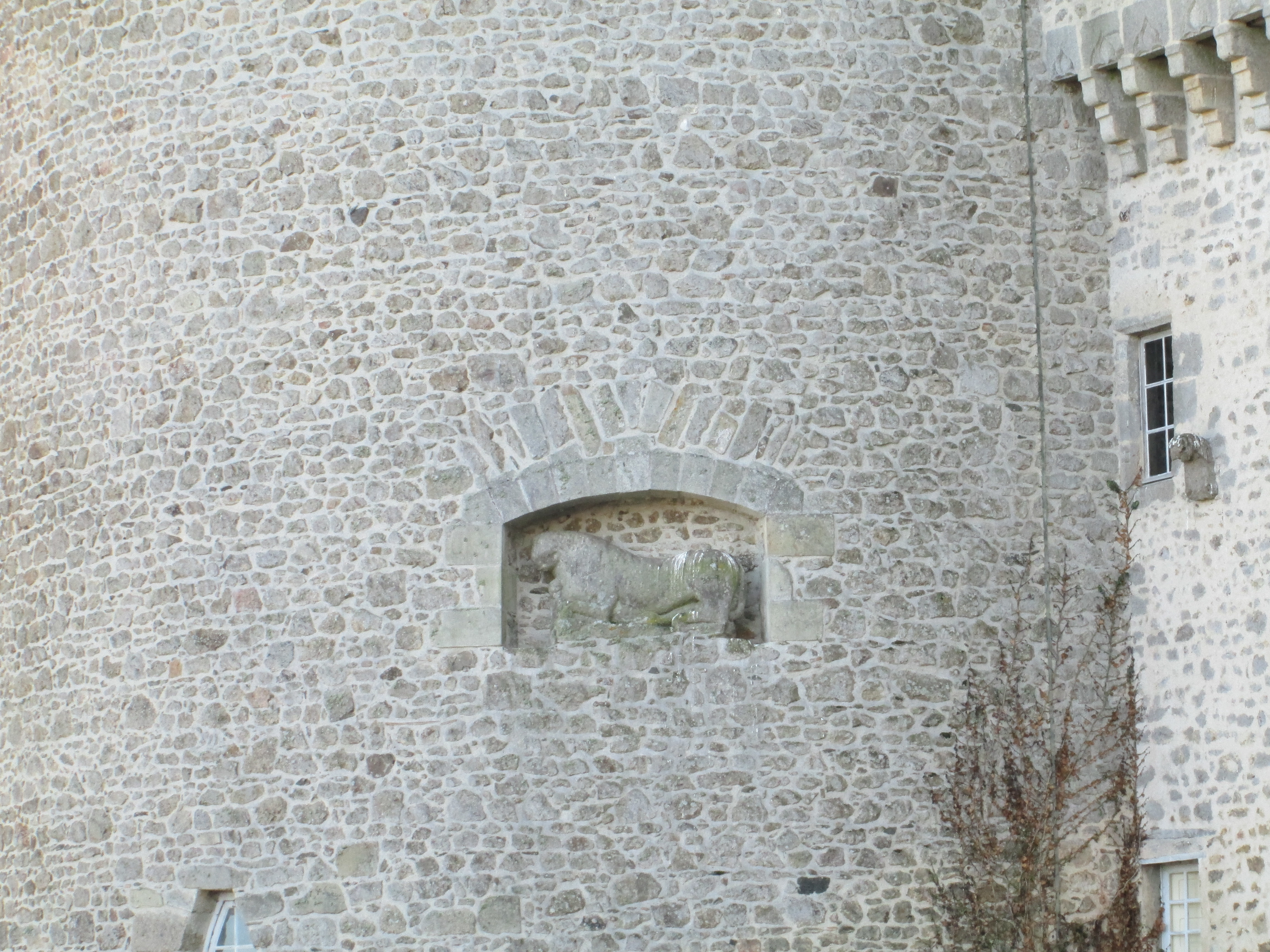
Lion dans la « tour du Lion » (réemploi d'un monument gallo-romain ?)

Le vicomte Aimery VII de Rochechouart est, avec sa femme Alix, le protagoniste d'une légende connue sous le nom d'Alix et le lion, rapportée par l'abbé Duléry : Alix était une femme exceptionnellement belle et parée de grande vertu. L'intendant du château conçut une violente passion pour la vicomtesse qui repoussa ses avances. Pour se venger, il se plaignit auprès du vicomte en inversant les rôles. Fou de rage, Aimery fit jeter Alix dans un cachot où était enfermé un lion qui lui avait été offert lors de son expédition aux Croisades. Quelques jours plus tard, on explora la pièce. Alix était vivante, et le lion dormait à ses côtés. Il n'en fallut pas plus pour convaincre Aimery de l'innocence de sa femme. Le vicomte fit alors enfermer au cachot l'intendant qui fut dévoré sans attendre par le lion affamé.
Aymery aurait alors fait encastrer un lion de pierre dans le mur de la tour aux oubliettes, appelée depuis la tour du Lion.

### L'affaire de la main coupée
En 1470, Anne, fille unique du vicomte Foucaud de Rochechouart, épouse Jean de Pontville, chambellan de Charles de France, duc de Guyenne et frère de Louis XI. La vicomté de Rochechouart quitte alors la famille de Rochechouart (qui subsiste avec les seigneurs du Bourdet et les seigneurs du Chandenier).
En 1512, leur fils François de Rochechouart-Pontville fait assassiner Pierre Bermondet, seigneur du Boucheron et de Saint-Laurent-sur-Gorre dont il convoitait les terres. S'ensuit un procès retentissant qui ruine les Pontville. Par décision de justice royale, le donjon est arasé et les bois de hautes futaies coupés. François échappe à la justice mais sa famille doit construire un monument funéraire pour la victime, à Panazol. De cette simple histoire sordide naît peu à peu la légende suivante :

« François de Pontville étant parti chasser, un ami, Bermondet de Cromières, serait venu lui rendre visite au château de Rochechouart. L'homme, réputé pour ses belles mains, aurait été reçu par la vicomtesse, puis s'en serait retourné, après avoir longuement attendu le vicomte. 

À son retour, la vicomtesse aurait prévenu ce dernier de la visite de Bermondet, tout en louant ses manières élégantes et ses belles mains. Pontville, d'un caractère jaloux et impulsif, serait parti précipitamment avec quelques hommes à la poursuite de son ami. À sa vue, les cavaliers auraient fondu sur l'homme qui venait les saluer, et l'auraient tué à coups de poignards. Pontville aurait alors coupé une main de la victime, l'aurait mis dans une boîte et de retour au château, l'aurait offert à sa femme en lui disant : « Madame, voici l'objet de votre idolâtrie. C'est la belle main du marquis de Cromières ! » Le parlement de Paris, saisi de l'affaire, François de Pontville et ses complices auraient été condamnés à mort. »

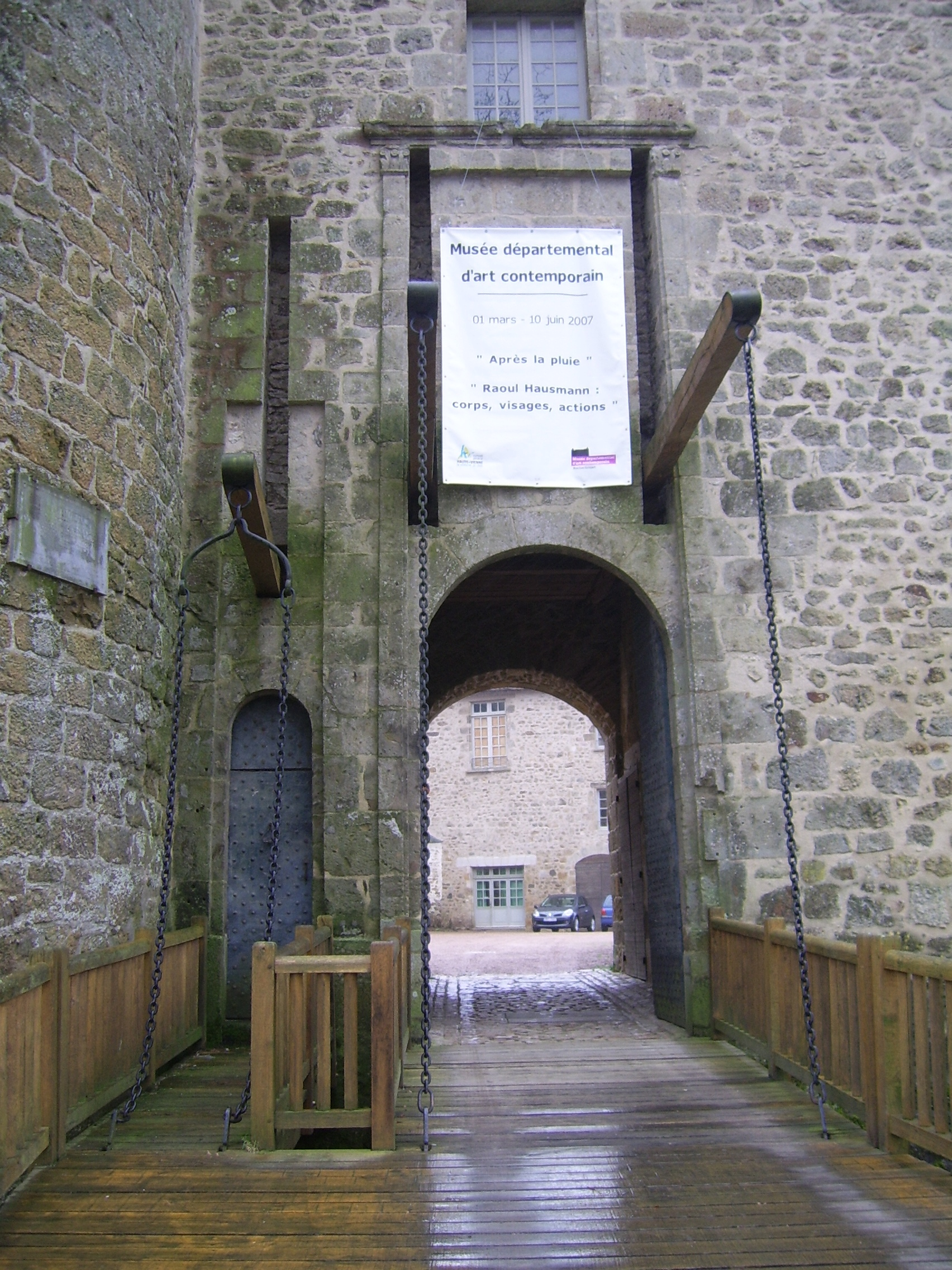
Le châtelet d'entrée à pont-levis,
entrée du musée d'art contemporain.

## Architecture
Le châtelet d'entrée à pont-levis avec une de ses tours du XIIIe siècle est la seule partie restant de l'ancienne forteresse.
Après la guerre de Cent Ans, le château fut rebâti suivant un plan pentagonal. Le corps de logis présente de grandes travées de baies couronnées de lucarnes passantes, et la galerie de la cour est sur colonnes au fût mouluré en torsades.
La tour nord-ouest maintenant arasée, était la tour maîtresse.

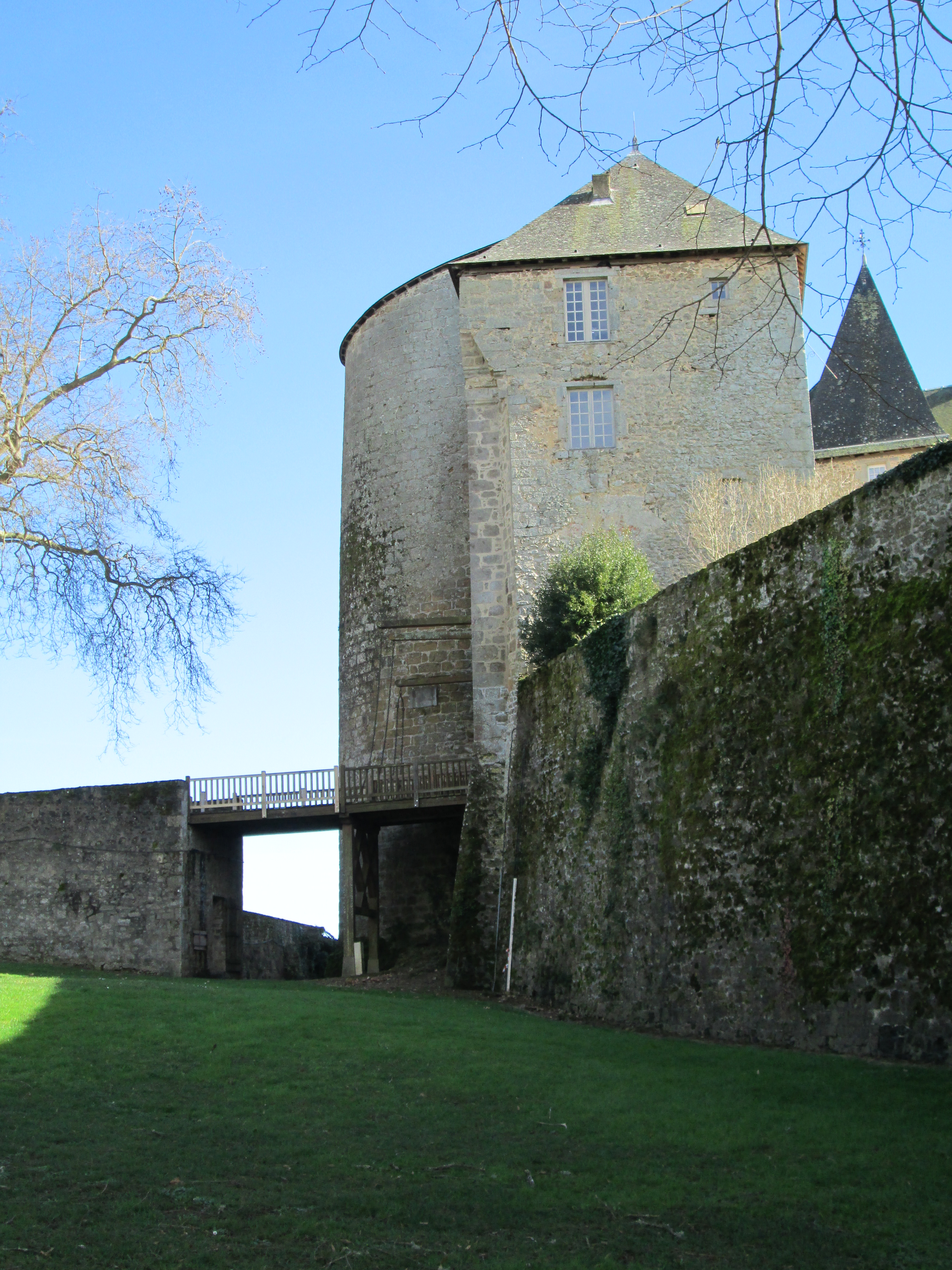
Le pont-levis du château
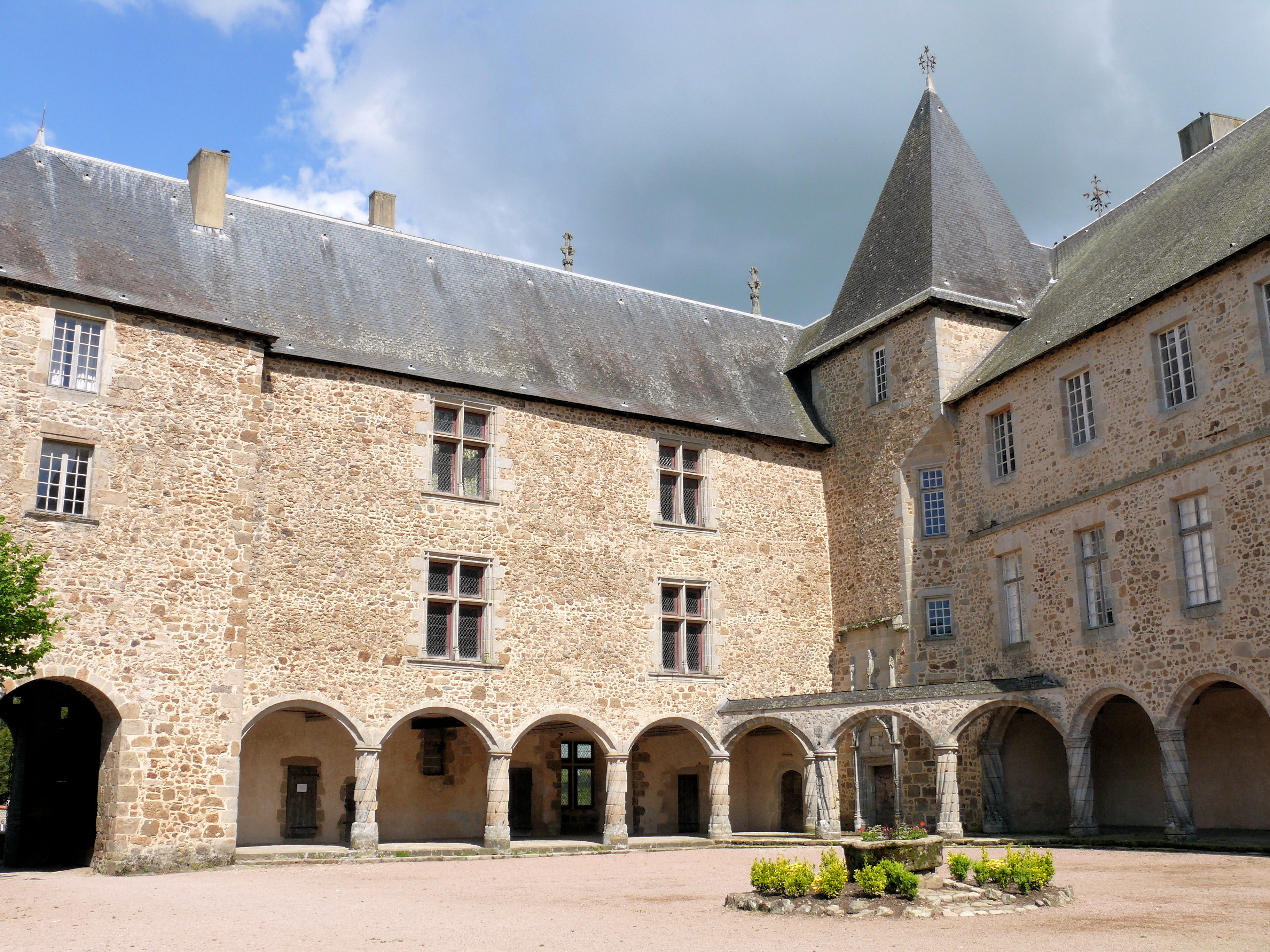
Cour intérieure du château
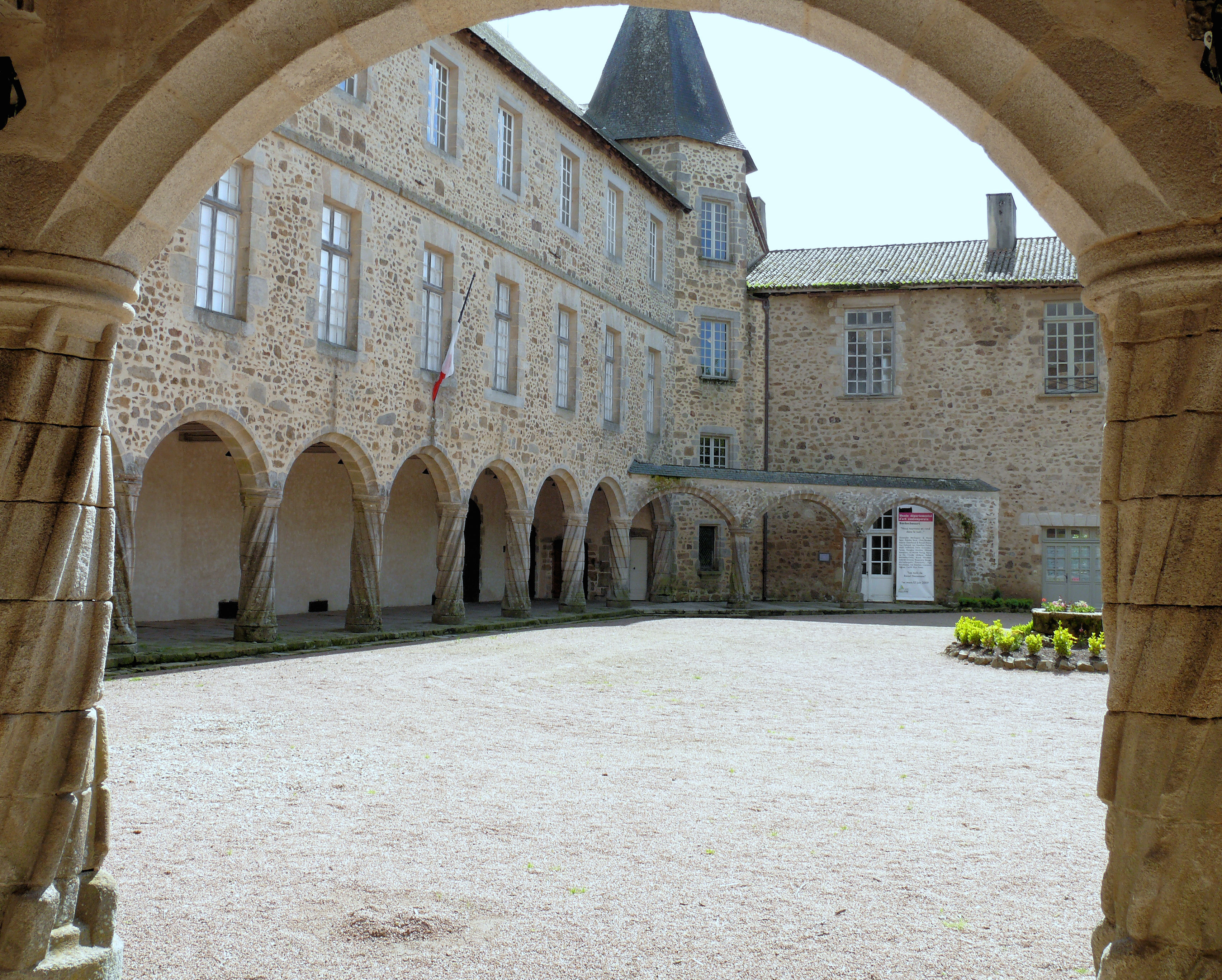
Arcade de la cour

## Le musée Masfrand

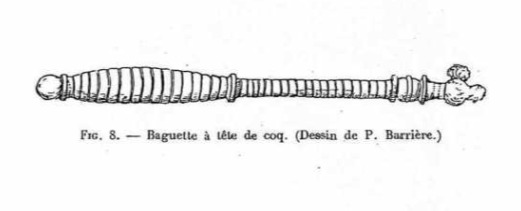
Quenouille au coq.

La Société des Amis des sciences et des arts de Rochechouart est créée en mars 1889 sous l'impulsion d'Albert Masfrand. Elle visite le site de Cassinomagus en juillet et y commence des fouilles la même année,. Dans la foulée, la Société organise dès 1890 une exposition au château de Rochechouart sur les thèmes de l'anthropologie et de l’ethnographie ; le matériel exposé provient des collections privées de ses membres (plus de 160 membres en 1895) et d'amis de l'association. Deux salles sont réservées à la numismatique et à l'époque gallo-romaine. L'exposition est un succès, avec 4 500 visiteurs en un mois. Ainsi encouragée, la Société prépare une exposition permanente qui ouvre ses portes le 1er juillet 1894 dans quatre salles du château de Rochechouart (aile nord, deuxième étage), montrant les objets collectés depuis 1889, en nombre croissant au fur et à mesure de l’avancement des fouilles. On y voit entre autres la statue de divinité gauloise assise en tailleur trouvée en 1895 et, quelques années après, la quenouille ornée d'un coq sculpté à une extrémité. En 1900, une sélection d'objets est envoyée à l'Exposition universelle à Paris.
Le musée Masfrand est fermé lors de l'ouverture du nouveau musée d'art contemporain en 1984 ou 1985. Les collections sont déménagées en 1991 pour finalement arriver à la base archéologique de Chassenon (Cassinomagus) en 2011.

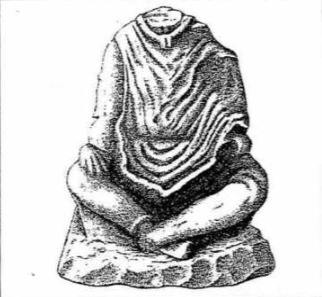
Dieu gaulois.

## Le musée d'art contemporain de la Haute-Vienne
Le musée d'art contemporain est installé dans le château. Il a été inauguré en 1985 par le conseil général de la Haute-Vienne et il est reconnu comme musée de France. Le Musée départemental d'Art Contemporain, abrité au sein du château, a reçu en 2021, une étoile au Guide Vert Michelin signe que ce lieu reste emblématique et qu'il est "Intéressant" à visiter. 

## Patrimoine naturel

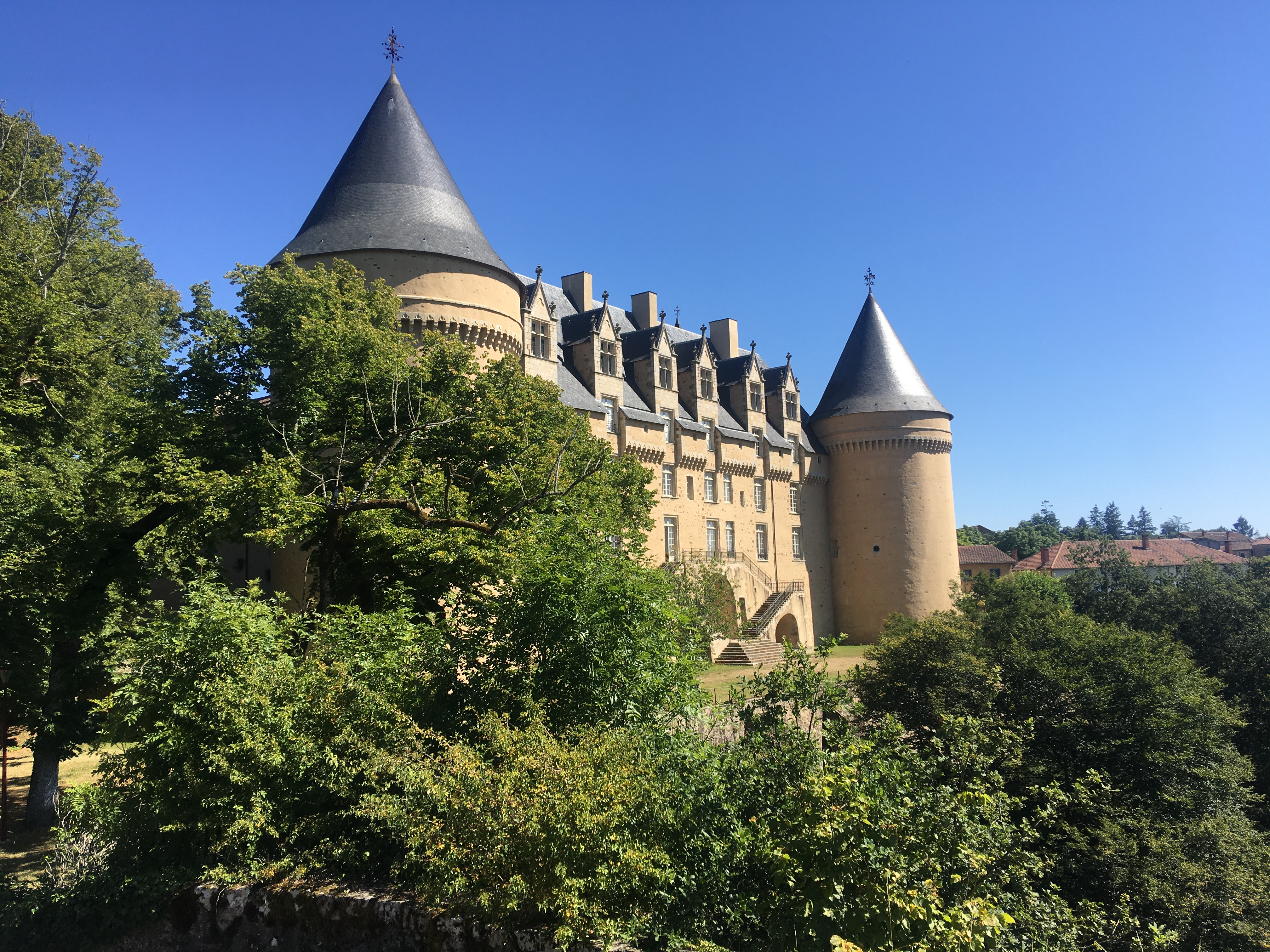
Vue du château de Rochechouart depuis les allées du château

Les cavités et rochers situés au pied du château font l'objet d'un classement en ZNIEFF (qui s'étend sur sept hectares), pour l'abri qu'ils constituent pour certaines espèces de chauve-souris
La réserve naturelle nationale de l'« Astroblème De Rochechouart-Chassenon » encercle le château, sauf du côté de la ville au nord-est, en couvrant tout l'éperon sur lequel le château est situé. Elle s'étend aussi en rive gauche (côté sud-ouest) de la Graine, en face du château.

.